# Georges-Henri Lévesque
Pour les articles homonymes, voir Lévesque.
Georges-Henri Lévesque, né le 16 février 1903 à Roberval et mort le 15 janvier 2000 à Québec, est un prêtre dominicain et un sociologue québécois. Il a fondé en 1938 l'École des sciences sociales de l'Université Laval. Il a été le fondateur et premier recteur de l'université nationale du Rwanda, de 1963 à 1971.

## Biographie
Né Albert Lévesque à Roberval, fils de Georges Lévesque (1873-1942) et de Laura Richard (1877-1951),, dans une famille de quinze enfants, il étudie au Séminaire de Chicoutimi. En 1923, à l'âge de vingt ans, il entre chez les frères prêcheurs (dominicains) à Saint-Hyacinthe. Il a choisi cet ordre parce que celui-ci agissait beaucoup sur le plan social, et lui-même se disait intéressé par la société et la sociologie. Il poursuit ses études au Collège des dominicains à Ottawa de 1924 à 1930 en théologie et à l'Université catholique de Lille de 1930-1933 et obtient son diplôme d'études supérieures en sciences sociales en 1933, l'équivalent d'un doctorat. En 1927, il abandonne son prénom de naissance pour celui de Georges-Henri en hommage à son père et à Henri Suso. Il est ordonné prêtre en 1928.

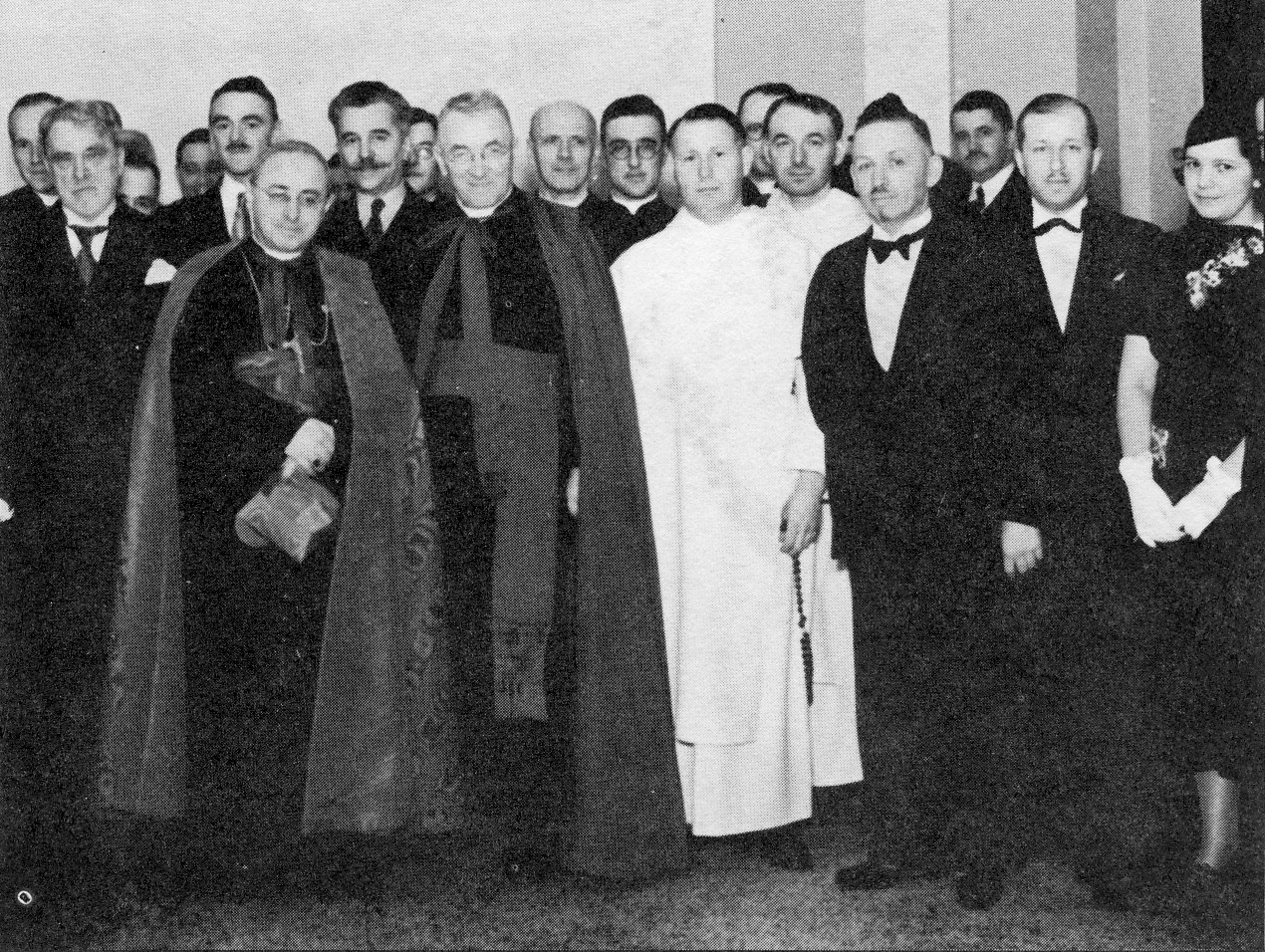
En 1938, lors de l'annonce de la fondation de l'école des sciences sociales (G.-H. Lévesque en blanc, au centre de la photo).

Il enseigne la philosophie sociale au Collège des dominicains de 1933 à 1938 et aux universités de Montréal (1935-1938) et Laval (1936-1962). Il fonde en 1938 l'École des sciences sociales, politiques et économiques de l'Université Laval, devenue la Faculté des sciences sociales en 1943, dont il est le premier doyen et qu'il dirige jusqu'en 1955. Cette faculté se spécialise dans la sociologie, l'économique, les relations industrielles et le service social. Il travaille aux côtés de Everett-C. Hughes, devenu le président de l'Association sociologique américaine.
La crise économique et financière des années trente amenuisa la confiance que les gens avaient dans le système économique de l’époque. Le modèle coopératif représentait une alternative séduisante, bien présente au Québec par le mouvement Desjardins et celui des coopératives de travailleurs, sauf que ces différentes institutions entretenaient peu de liens entre elles. L’unification des organismes coopératifs du Québec est une idée que G-H Lévesque a mis en pratique en s’inspirant de l’économiste Charles Gide qui était influent en France au début du XXe siècle.
C’est ainsi que le 2 avril 1939, le père Lévesque réunissait les principaux dirigeants des mouvements coopératifs du Québec dans un colloque qui eut lieu à l’Université Laval. Au terme de cette rencontre naissait le Conseil Supérieur de la coopération qui deviendra le Conseil de la coopération du Québec en 1951 pour devenir en 2006 le Conseil québécois de la coopération et de la mutualité. G.H. Lévesque devint son premier président un poste qu’il occupera jusqu’en 1944.
De ce colloque, est né au mois de janvier 1940, la revue Ensemble! Revue de la coopération qui devint l’organe officiel du Conseil de la coopération. G-H Lévesque en assumera la   direction  en plus d’être sa principale source d’inspiration entre 1940 à 1945. 
G.H. Lévesque sentit le besoin de préciser et d’unifier les doctrines coopératives. Il donna plusieurs conférences publiques et dispensera aux étudiants des sciences sociales un cours portant sur la coopération jusqu’à la fin des années quarante. En 1943, il fonda la Société pour l'éducation des adultes pour diffuser la doctrine de la coopération hors des murs de l’université avec des cours par correspondance sur l’organisation administrative financière des caisses populaires, des coopératives de consommation et des coopératives agricoles.
Il participe aussi à la Commission d'enquête sur la jeunesse (1943-1946), créée par le gouvernement canadien de Mackenzie King. Il voulait utiliser son poste de doyen pour promouvoir la démocratie.
Louis St-Laurent le nomme à la Commission royale d'enquête sur l'avancement des arts, des lettres et des sciences au Canada, sur le mécénat, présidée par Vincent Massey, où il siège de 1949 à 1951. En 1955, il fonde la Maison Montmorency. Il est vice-président de la Société royale du Canada en 1962 et en 1963.
De 1963 à 1971, il a été recteur-fondateur de l'Université nationale du Rwanda (Butare). Il appela cette période sa « deuxième carrière ». En Espagne, il a aidé à la création de la Faculté des sciences sociales de l'Université de Salamanque.
Il est décédé le 15 janvier 2000 à l'âge de 96 ans et onze mois. Ses funérailles ont été tenues à l'église Saint-Dominique de Québec.
Le fonds d’archives Georges-Henri-Lévesque est conservé au centre d’archives de Montréal de la Bibliothèque et Archives nationales du Québec.

### Engagement social
Georges-Henri Lévesque, qu'on appelait dans certains milieux « le moine laïcisant », a contribué à la décléricalisation du Québec de façon précoce, dès la fondation de l'École des sciences sociales (1938). Dans les années 1940, l'École devenue Faculté accentue son modèle moderne et scientifique au sein d'une Université Laval qui se donne encore pourtant un mandat apostolique dans le giron de l'Église catholique. Le père Lévesque croyait profondément à l'importance de la morale chrétienne dans un enseignement voué à l'amélioration de la société, mais il croyait aussi résolument à la nécessité d'un apport objectif, purement scientifique, à la compréhension des faits de société. « Le jugement selon lequel un Georges-Henri Lévesque artificieux aurait élevé pour sa faculté une façade d'orthodoxie catholique pendant que, derrière les portes closes des salles de classe, des professeurs laïques préparaient la Révolution tranquille à grand renfort de positivisme scientifique nous apparaît, comme à Jean-Philippe Warren, “peu convaincant”. »
Une des grandes controverses ayant marqué sa carrière est née lorsqu'il s'est mis à préconiser la non-confessionnalité des coopératives, alors que l'Église tenait à ce que les coopératives, comme les syndicats et tant d'autres institutions sociales québécoises, soient catholiques. 
Plus proche des syndicats et des agriculteurs catholiques, le père Lévesque fut critique du gouvernement unioniste de Maurice Duplessis dès 1949, lorsque la grève d'Asbestos fut réprimée par la police provinciale. Il s'attira la foudre de la droite politique, et de fait Duplessis refusa d'engager les diplômés de sa faculté parce qu'il n'aimait pas beaucoup les intellectuels. En 1959, pour lancer un message au gouvernement Duplessis et montrer son appui au sociologue, l'Acfas lui remet le Prix Urgel-Archambault pour ses travaux. 
Les choses changent avec l'élection des gouvernements libéraux de Jean Lesage (1960) et de Lester B. Pearson (1963), qui s'approvisionnent directement à sa faculté pour enrichir leur haute fonction publique. Le rôle accru de l'État qui en découle et la grande influence qu'aura eue Lévesque sur ses étudiants feront de lui un des pères de la Révolution tranquille. 
Dans ses écrits, il souhaitait une école populaire laïcisée, ce qui fut peu après réalisé par Paul Gérin-Lajoie. La prise en main de l'économie par les Canadiens français (« Maîtres chez nous ») dans les années 1960 est largement réalisée par des économistes et administrateurs issus de son école, dont Jacques Parizeau, Michel Bélanger, Albert Faucher et Claude Morin, tous keynésiens. Il refusa d'entrer en politique, ce qui aurait été pour lui incompatible avec son sacerdoce.
Georges-Henri Lévesque a en outre inspiré les travaux des historiens de l'École de Laval, qui ont considérablement modifié le point de vue dominant dans l'historiographie québécoise et qui ont donné aux Canadiens français une nouvelle vision d'eux-mêmes.
Il a publié plus de cinquante ouvrages scientifiques. Ses mémoires, intitulés Souvenances, paraissent en 1983. En 1994, il a publié des carnets d'histoires du Québec avec le médiéviste et critique littéraire Benoît Lacroix, également dominicain.

### Appartenances politiques

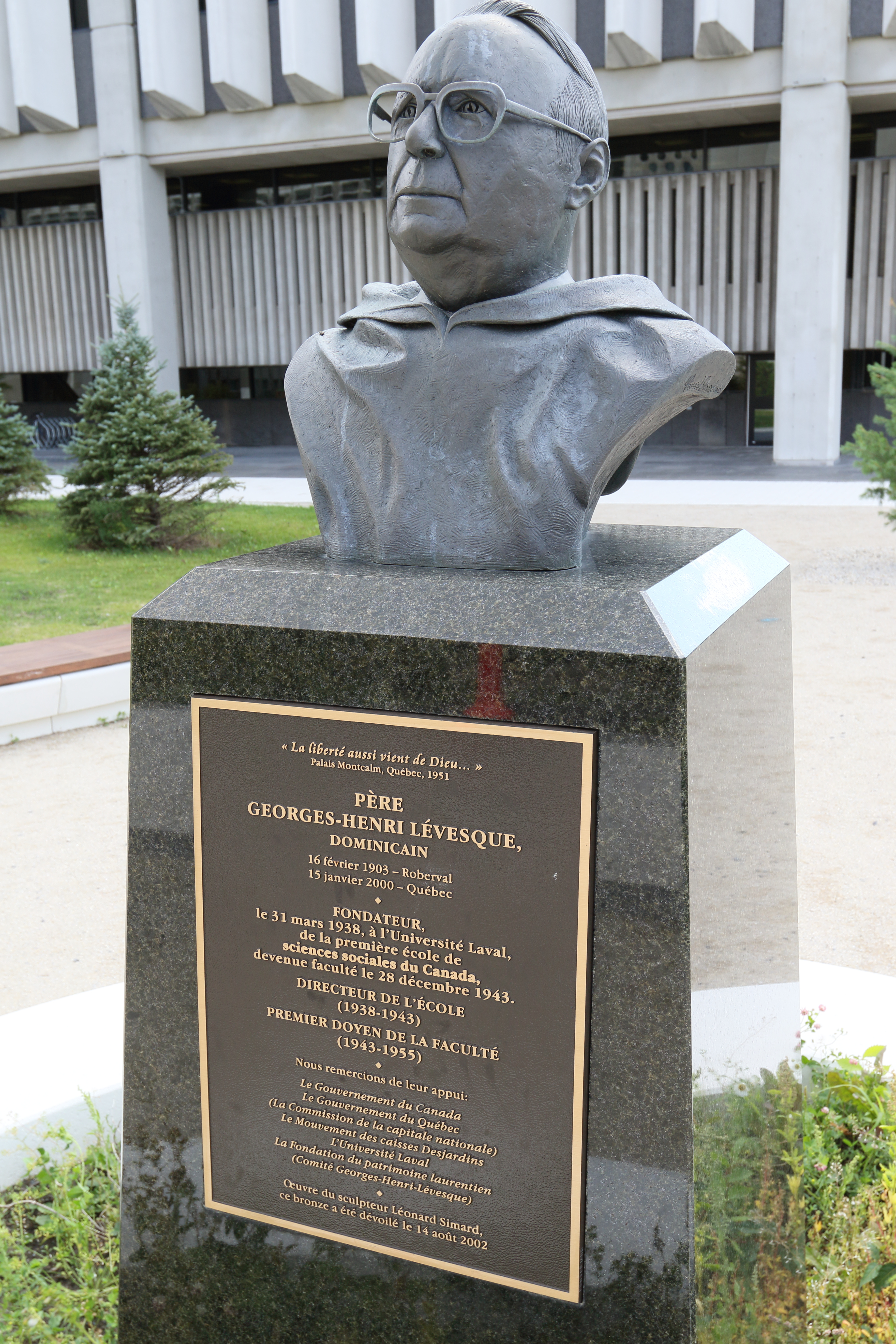
Buste commémoratif du Père Georges-Henri Lévesque à l'Université Laval.

Au nationalisme clérical de protection et de survivance prôné par Lionel Groulx (qui, de 25 ans son aîné, appartient à la génération précédente), Georges-Henri Lévesque oppose une ouverture au Canada anglais qui l'amènera à se rapprocher de plus en plus, à partir de 1950, des cercles politiques fédéraux, notamment par sa participation à la Commission royale d'enquête sur l'avancement des arts, des lettres et des sciences au Canada (« Commission Massey », 1949-1951), participation qui lui a valu d'âpres critiques du milieu nationaliste québécois, notamment parce qu'il préconisait la participation du gouvernement fédéral au financement des universités, alors que l'éducation relève des provinces selon la constitution canadienne.
Ce rapprochement sera encouragé par les attaques incessantes dont il fait l'objet de la part de l'épiscopat québécois et du gouvernement unioniste de Maurice Duplessis : « Rejeté du champ universitaire dans sa province, suspect aux yeux des autorités épiscopales et honni par le gouvernement unioniste, le dominicain a donc trouvé hors du Québec et auprès du Parti libéral du Canada une terre d'accueil pour ses idées et un débouché pour sa carrière intellectuelle ». Ainsi, sous la menace d'une destitution comme doyen de la Faculté des sciences sociales en 1950, il envisage la fondation d'une nouvelle faculté à Ottawa (projet qui ne se concrétisera pas). Le père Lévesque était également proche des libéraux québécois, qui ont mené la Révolution tranquille à partir de 1960. Il rencontrait régulièrement les « trois colombes » de Cité Libre (Trudeau, Marchand, Pelletier).
Cela dit, selon l'historien Jules Racine St-Jacques, l'animosité de Duplessis à l'égard de Lévesque se fondait sur des bases davantage politiques qu'idéologiques attendu que les relations entre le père Lévesque et l'Union nationale ont été au beau fixe depuis l'arrivée au pouvoir de celle-ci (1944) jusqu'à la nomination de Lévesque à la Commission (1949), qui a convaincu Duplessis que Lévesque avait basculé dans le camp fédéraliste.

## Honneurs
- 1950 – Chevalier de la Légion d'honneur
- 1959 – Prix Acfas Urgel-Archambault
- 1966 – Prix Molson du Conseil des arts du Canada
- 1969 – Officier de l'Ordre du Canada
- 1973 – Médaille Gloire de l'Escolle
- 1979 – Compagnon de l'Ordre du Canada (C.C.)
- 1982 – Prix de la Banque royale
- 1983 – Médaille Pearson pour la paix
- 1985 – Officier de l'Ordre national du Québec (OQ)
- 1985 – Médaille Édouard-Montpetit
- 1988 – Prix du Mérite Canadien Jeunesse-Éducation
- 1989 – Membre de l'Académie des Grands Québécois
- 2000 – Grand Québécois du siècle de l'Académie des Grands Québécois (2000)
- Bibliothèque Georges-Henri-Lévesque de Roberval
- Doctorats honoris causa de quatorze universités[3]

## Hommages
La rue du Père-Lévesque a été nommée, en 2006, dans la ville de Québec, en son honneur.

## Ouvrages importants
- Les Canadiens français chez eux, Montréal : Librairie d'action canadienne-française, 1937, 84 p.
- Morale et technique de l'action : recueil de textes de Thomas d'Aquin
- Service social et charité, Cahiers de la Faculté des sciences sociales de l'Université Laval. Vol. III, no. 2, Québec, Éditions du "Cap diamant", 1944, 24 p.
- Le chevauchement des cultures, [S.l. : s. éd.], 1955, 14 p.
- La dualité culturelle au Canada: hier, aujourd'hui, demain, Montréal, Éditions A. Levesque, 1960, 255 p.
- Souvenances : entretiens avec Simon Jutras, Montréal, La Presse, 1983, 373 p.
- Continuité et rupture : les sciences sociales au Québec (Colloque du Mont-Gabriel, 1981) textes réunis par Georges-Henri Lévesque… [et al.], Montréal : Presses de l'Université de Montréal, 1984, 2 vol., 671 p.

## Citations
De lui-même
- « La liberté vient aussi de Dieu. »
- « L'université doit être à la disposition de non seulement ce qu'on appelle les élites, mais aussi, de la population, et c'est pour ça que, dès le point de départ, dès la fondation de l'école des sciences sociales de l'Université Laval, j'ai mis dans le programme tout un programme d'éducation populaire […] parce que je croyais très fortement que l'Université, les universitaires ne devaient pas rester dans une tour d'ivoire. »

À son sujet
- « Georges-Henri Lévesque s'est battu pour la liberté. Il aura cherché jusqu'au bout à briser les cloisons qui enferment l'esprit, aussi bien au sein de l'Église que dans notre société ».      (Gilles Duceppe)
- « Il a été un très grand professeur. Il nous disait: “Vous êtes jeunes, vous avez des idéaux. Quand vous vieillirez, montez vers votre idéal, ne l'abaissez jamais.” J'ai toujours tenté de suivre ce conseil. » (Marcel Pepin)
- « Son engagement social aura laissé une marque impressionnante sur le Québec d'aujourd'hui. » (Jean Charest)
- « Pendant les cinquante dernières années le père dominicain Georges-Henri Lévesque a énormément contribué à la vie culturelle et sociale de ce pays. » (Jean Chrétien)